# Hymedesmia lundbecki
Hymedesmia lundbecki är en svampdjursart som beskrevs av Arthur Dendy 1924. Hymedesmia lundbecki ingår i släktet Hymedesmia och familjen Hymedesmiidae. Inga underarter finns listade i Catalogue of Life.